# عبد الرحمن بن حبيب الفهري
عبد الرحمن بن حبيب الفهري القرشي (المتوفي سنة 137 هـ/755 م) والي إفريقية من سنة 127 هـ حتى وفاته سنة 137 هـ.

## خلفية
ينحدر عبد الرحمن من نسل عقبة بن نافع الفهري القائد الذي ولي إفريقية للأمويين، وساهم في الفتح الإسلامي للمغرب، وأسس مدينة القيروان، فهو عبد الرحمن بن حبيب بن أبي عبيدة بن عقبة بن نافع الفهري.
شارك عبد الرحمن مع أبيه حبيب بن أبي عبيدة الفهري سنة 122 هـ/740 م في حملة للمسلمين على صقلية، التي عبرت البحر وحاصرت عاصمتها سرقوسة حتى استسلمت على أن تؤدي الجزية. بعد اندلاع ثورة البربر في المغرب، اضطر المسلمون إلى وقف تلك الحملة والعودة إلى إفريقية للمساعدة في إخماد تلك الثورة. انضم عبد الرحمن وأبوه إلى حملة كلثوم بن عياض القشيري التي بعثها الخليفة هشام بن عبد الملك لإخضاع ثورة البربر في المغرب، لكنهم انهزموا أمام البربر في معركة بقدورة بالقرب من نهر سبو سنة 123 هـ/741 م، التي قُتل فيها كلثوم بن عياض ووالد عبد الرحمن حبيب بن أبي عبيدة، ونجا عبد الرحمن مع فلول جيش المسلمين الذين قادهم بلج بن بشر القشيري إلى سبتة حيث هربوا عبر المضيق إلى الأندلس، بعد أن أذن لهم عبد الملك بن قطن الفهري والي الأندلس بالعبور إلى الأندلس.
ولكن بعد العبور، دبّ الخلاف بين بلج وعبد الملك، وانتهى الصراع بينهما إلى مقتل عبد الملك، وولاية بلج على الأندلس، فثار أهل البلاد من عرب الأندلس رافضين حكم بلج، وقاتلوه قرب سرقسطة ولكنهم انهزموا أمام بلج وجند الشام هزيمة ساحقة في معركة أقوة برطورة، وجرح فيها بلج جروحًا أودت بحياته، فخلفه ثعلبة بن سلامة العاملي قائد جند الأردن. حاول عبد الرحمن أن يقدّم نفسه لحكم الأندلس، إلا أنه لم يجد من يسانده، فعاد إلى إفريقية سنة 126 هـ/744 م، فولاّه حنظلة بن صفوان الكلبي حامية تونس.

## ولايته لإفريقية
بعد وفاة الخليفة الأموي هشام بن عبد الملك، استغل عبد الرحمن الاضطرابات التي أعقبت وفاة هشام، وانشق في تونس في جمادى الأولى 126 هـ/مارس 744 م عن الدولة وأعلن نفسه حاكمًا لإفريقية. تزامن ذلك مع دعوة حنظلة بن صفوان الكلبي للعودة إلى دمشق سنة 127 هـ/745 م، فدعا أهل إفريقية إلى بيعته فأجابوه وبايعوه واليًا عليها، ثم أقره الخليفة الأموي مروان بن محمد على إفريقية بعد فترة. لم تحظ تلك البيعة بقبول عددًا من القادة المحليين أمثال عروة بن الوليد الصدفي الذي ثار في تونس وعمران بن عطاف الأزدي في طيفاس وثابت الصنهاجي في باجة، كما ثارت جماعات من البربر في الجبال. غير أن ابن حبيب سحق هؤلاء المتمردين الواحد تلو الآخر. كانت أخطر التمردات التي واجهت ابن حبيب هي ثورة الخوارج الإباضيين بزعامة عبد الجبّار بن قيس المرادى والحارث بن تليد الحضرمى سنة 127 هـ/745 م في طرابلس بعد أن قتل إلياس بن حبيب الفهري عامل عبد الرحمن على إطرابلس عبد الله بن مسعود التجيبى زعيم الإباضيين، إلا أنهما اختلفا بعد فترة، وقُتل عبد الجبار والحارث، فقدّم أتباعهم إسماعيل بن زياد النفوسى، فعظم شأنه، فخرج إليه عبد الرحمن بن حبيب حتى إذا كان بقابس أرسل خيلاً، قتلت إسماعيل وأصحابه، فدخل عبد الرحمن إطرابلس وأصلح سورها، ثم غزا البربر في تلمسان سنة 135 هـ، كما وجّه حملتين في نفس السنة إلى صقلية وسردانية، غنما وعادا أدراجهما.
ومع سقوط الدولة الأموية في سنة 132 هـ/750 م، استقل ابن حبيب بإفريقية وأقره العباسيون على إفريقية، ثم خرج على طاعتهم بعدما أثقلوا عليه في طلب الجبايات، إلا أنه تتبع الأمراء الأمويين الفاريين إلى ولايته بالقتل، خشية أن يزيحوه ويدعوا لقيام دولتهم من جديد، فقتل ولدين للخليفة الوليد بن يزيد. ظل عبد الرحمن بن حبيب الفهري واليًا عليها إلى أنه قتله أخواه إلياس وعبد الوارث في ذي الحجة عام 137هـ/مايو 755 م.